# Dywizje grenadierów III Rzeszy
Dywizje grenadierów III Rzeszy, niem. Grenadier-Divisionen – niemieckie dywizje z czasów II wojny światowej. Tworzone od 1944, były podobne do dywizji piechoty, często z nich powstając. Miały zróżnicowane składy, ale generalnie posiadały 2–3 pułki grenadierów i pułk artylerii.
W październiku 1944 dywizje grenadierów przestały istnieć, przemianowano je na dywizje grenadierów ludowych lub włączono do innych jednostek.

## Lista niemieckich dywizji grenadierów
- Dywizja Grenadierów Ostpreußen 1
- Dywizja Grenadierów Ostpreußen 2
- Szkolna Dywizja Grenadierów
- 6 Dywizja Grenadierów
- 19 Dywizja Grenadierów
- 31 Dywizja Grenadierów
- 36 Dywizja Grenadierów
- 44 Dywizja Grenadierów Rzeszy (Reichsgrenadierdivision Hoch und Deutschmeister)
- 45 Dywizja Grenadierów
- 153 Dywizja Grenadierów
- 541 Dywizja Grenadierów
- 542 Dywizja Grenadierów
- 543 Dywizja Grenadierów
- 544 Dywizja Grenadierów
- 545 Dywizja Grenadierów
- 546 Dywizja Grenadierów
- 547 Dywizja Grenadierów
- 548 Dywizja Grenadierów
- 549 Dywizja Grenadierów
- 550 Dywizja Grenadierów
- 551 Dywizja Grenadierów
- 552 Dywizja Grenadierów
- 553 Dywizja Grenadierów
- 558 Dywizja Grenadierów
- 559 Dywizja Grenadierów
- 560 Dywizja Grenadierów
- 561 Dywizja Grenadierów
- 562 Dywizja Grenadierów
- 563 Dywizja Grenadierów

## Lista niemieckich brygad grenadierów
Oprócz dywizji utworzono także kilkanaście brygad grenadierów. Tworzono je przede wszystkim w drugiej połowie 1944 roku, najczęściej po krótkim okresie walk włączano je do istniejących dywizji piechoty. 
- 92 Brygada Grenadierów
- 100 Brygada Grenadierów do zadań specjalnych
- 193 Brygada Grenadierów
- 388 Brygada Grenadierów
- 503 Brygada Grenadierów
- 761 Brygada Grenadierów
- 1131 Brygada Grenadierów
- 1132 Brygada Grenadierów
- 1133 Brygada Grenadierów
- 1134 Brygada Grenadierów
- 1135 Brygada Grenadierów
- 1136 Brygada Grenadierów
- Szkolna Brygada Grenadierów